# Bardowick
Bardowick (plattdeutsch: Bewick) (gelegentliche Schreibweisen in alten Dokumenten: Bardowieck, Bardowiek, Bardewyk, Bardewyck) ist ein Flecken im Landkreis Lüneburg in Niedersachsen und eine von sieben Mitgliedsgemeinden der Samtgemeinde Bardowick.

## Geografische Lage
Der Flecken Bardowick liegt am linken Ufer der Ilmenau zwischen Winsen (Luhe) und Lüneburg. Die zum Flecken gehörende Gutsanlage Vrestorf liegt vom Ortskern getrennt östlich der Ilmenau. Bardowick hat, auf Lüneburg bezogen, in großen Teilen Vorortcharakter angenommen und wächst im Norden Lüneburgs mit der Stadt zusammen. Von Bardowick in das Stadtzentrum beträgt die Entfernung etwa fünf Kilometer. Bardowick bildet mit den Orten Reppenstedt, Vögelsen und Adendorf sowie Deutsch Evern und Wendisch Evern einen dichter besiedelten Bereich um die Stadt Lüneburg mit zusammen ca. 30.000 Einwohnern.

## Geschichte
Bardowick gehört zu den ältesten Orten in Niedersachsen und wird erstmals in den sogenannten Einhardsannalen urkundlich erwähnt. Es ist umstritten, aber wahrscheinlich, dass Bardowick seinen Namen nach dem hier ansässig gewesenen Volksstamm der Langobarden erhalten hat. Der Namenforscher Hans Bahlow führt den Ortsnamen auf ein germanisches Wort (bard/bart) zurück, welches „Sumpf, Morast“ bedeutete. Die Langobarden drangen zu Beginn der Markomannenkriege 166 n. Chr. ins Römische Reich ein. Später wanderte ein Teil nach Süden und gründete in Oberitalien (Lombardei) 568 n. Chr. das Langobardenreich. Etwa vom 2. Jahrhundert v. Chr. bis zum 3. Jahrhundert n. Chr. waren die Langobarden an der Unterelbe sesshaft, wo sie im Norden von den Sachsen und im Osten von slawischen Völkern bedrängt wurden. Ein Teil der langobardischen Bevölkerung blieb an der unteren Elbe zurück und ging im Stamm der Sachsen auf. Im 8. Jahrhundert tauchte in der sächsischen Literatur erstmals die Bezeichnung „Bardengau“ auf, die wie der Ortsname „Bardewic“ an die Epoche der Langobarden im norddeutschen Raum erinnert.
Zeitgenössischen Chroniken zufolge hat Karl der Große 795 in unmittelbarer Nähe von Bardowick sein Lager aufgeschlagen, um mit einem Heer die Sachsen zu bekämpfen. Bardowick wurde zum Sitz eines königlichen Gesandten, der über den Handel auf den Fernstraßen und Wasserwegen nach Osten wachte. Im Diedenhofener Kapitular wurde 805 bestimmt, dass fränkische Kaufleute auf dem Weg in die nördlich der Elbe gelegenen slawischen Gebiete Bardowick passieren mussten. Da die Ausfuhr von Waffen und Kriegsmaterial verboten war, kontrollierte man sie hier. Durch die wirtschaftsgeographisch verkehrsgünstige Lage Bardowicks an der Slawengrenze stieg der Ort zum zentralen Umschlagplatz für den Ost-West- sowie den Nord-Süd-Handel auf. 805 bestätigt Karl der Große Bardowick als Ausgangspunkt für den Fernhandel mit den Slawen. Die durch Bardowick fließende und in die Elbe mündende Ilmenau war zur damaligen Zeit erst ab Bardowick schiffbar. Dieser Wasserweg stellte eine Verbindung zum offenen Meer dar. Später, nach dem Aufstieg des flussaufwärts gelegenen Lüneburg zur Salzstadt, wurde das dort gewonnene wertvolle Salz von den Bardowicker Schiffern auf dieser Strecke transportiert. In zunehmendem Maße kamen Kaufleute nach Bardowick und siedelten sich dort an. Flächenmäßig wuchs die Stadt zu einem der größten Zentren Norddeutschlands und war erheblich größer als die historische Innenstadt Lüneburgs.
Neben dem Handel erlangte Bardowick auch in politischer und kirchlicher Hinsicht zunehmend Bedeutung. Nachdem Karl der Große (747–814) ganz Sachsen unterworfen hatte, wurde Bardowick Sitz eines geistlichen Stifts und als Grenzort gegen die „heidnischen“ Slawen ausgebaut. Es ist bis heute umstritten, ob der Bardowicker Dom jemals Bischofssitz war. Sicher ist, dass die älteste Bardowicker Kirche ein Kollegiatstift war, wo eine größere Anzahl von Klerikern wirkte. Zu ihren Missionsaufgaben kamen umfangreiche Verwaltungsaufgaben. So wurde Bardowick zum kirchlichen Zentrum des Bardengaus.
Im Jahre 919 wurde der sächsische Herrscher Heinrich I. König. Sein Sohn Otto der Große ernannte Hermann Billung 951 zum Statthalter Bardowicks. Als Anerkennung seiner Verdienste wurde Billung 963 der Herzogstitel verliehen. In der Folge wuchs die wirtschaftliche Bedeutung Bardowicks weiter, 972 wurden von Kaiser Otto I. die Stadtrechte verliehen, Bardowick erlangte das Zoll- und (wahrscheinlich schon ab 965) Münzrecht, das seit 1114 eindeutig nachgewiesen ist und bis 1182 ausgeübt wurde. Dank des in Lüneburg gewonnenen und in Bardowick umgeschlagenen und verzollten Salzes erfuhr der Ort eine enorme wirtschaftliche Blüte. Der umwallte Bereich von 1700 × 750 Meter entsprach in der damaligen Zeit einer sehr bedeutenden Stadt.
Bardowick verlor seine Schlüsselrolle als Handelsplatz, als Heinrich der Löwe 1142 Herzog von Sachsen wurde. Zum einen rang dieser dem Grafen Adolf II. von Schauenburg die für die Beherrschung des Ostseeraumes wichtige Stadt Lübeck ab, die 1158 die Stadtrechte erhielt, und zunehmend Bardowicks politische und wirtschaftliche Rolle übernahm. Zum anderen wurde die Ilmenau bis Lüneburg schiffbar, so dass die Lüneburger Saline fortan auf den Salzumschlag in Bardowick verzichten konnte. Viele der dort niedergelassenen Kaufleute zogen zum Unmut der Bardowicker nach Lübeck.
Im Jahre 1176 zog Kaiser Friedrich I. Barbarossa in Italien gegen die Lombardei. Nachdem Heinrich der Löwe dem Kaiser die Unterstützung versagte, wurde der Herzog von diesem 1180 geächtet und 1182 für drei Jahre zu seinem Schwager Richard Löwenherz nach England verbannt. Mit Ausnahme seiner Güter um Lüneburg und Braunschweig verlor Heinrich der Löwe all seine Besitztümer. Unterwegs ins Exil wurde ihm von den Bardowickern, die sich von ihrem Herrn vernachlässigt fühlten, die Aufnahme verweigert (siehe Bardowicker Gesäßhuldigung).

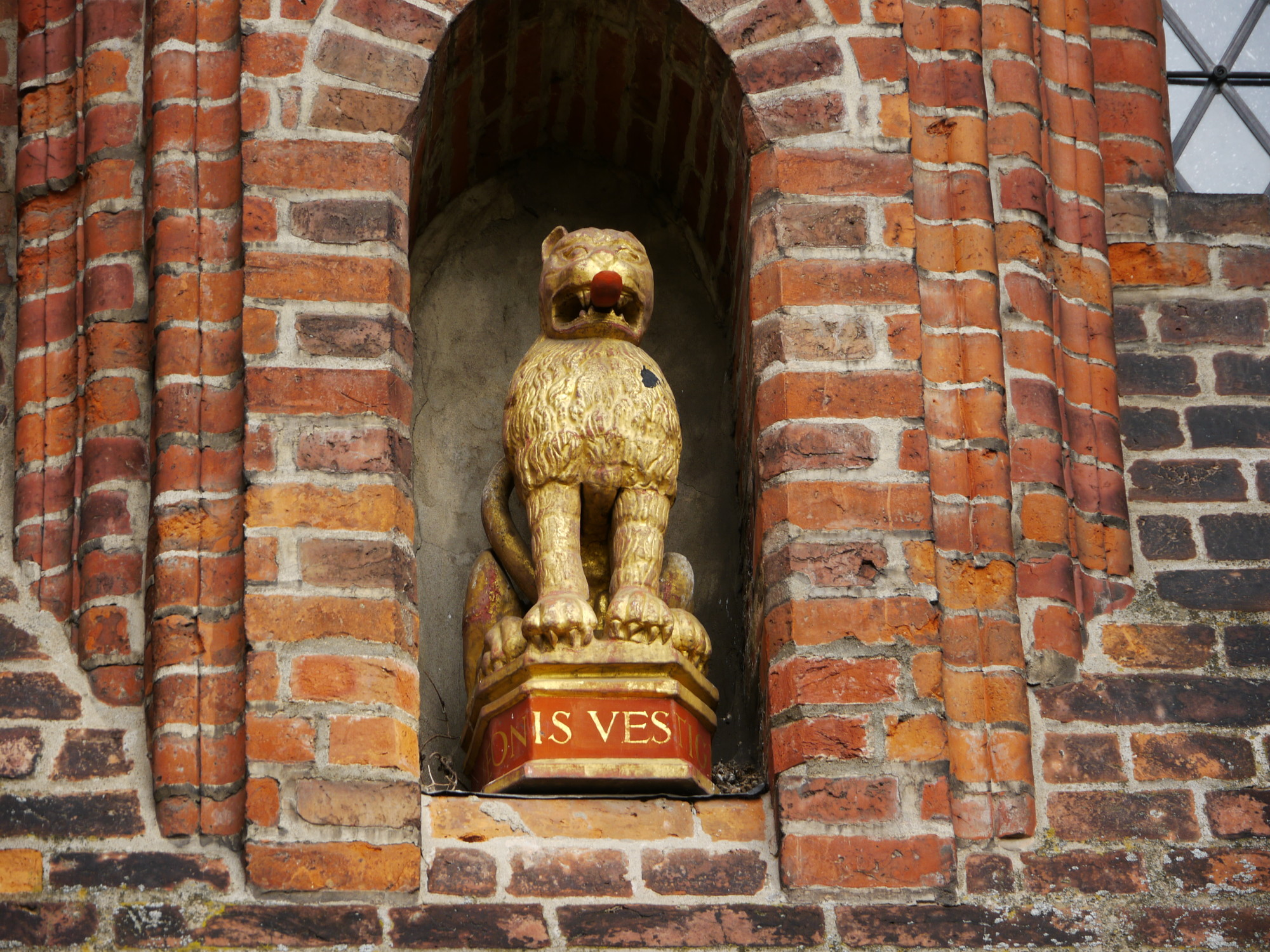
Vestigia Leonis auf dem Podest eines Löwen am Dom St. Peter und Paul

Zurück in Sachsen – der Kaiser war unterdessen zu seinem dritten Kreuzzug aufgebrochen – begann er am 26. Oktober 1189 mit der zunächst erfolglosen Belagerung Bardowicks. Erst am 28. Oktober (andere Quellen sprechen vom 29. Oktober) gelang Heinrich der Sturm auf die Stadt. Der Legende zufolge soll ein Ochse vor den Augen der Soldaten durch die Ilmenau gewatet sein und den Belagerern somit eine seichte Stelle im Fluss aufgezeigt haben. Bis auf die Kirchen und die Kapellen wurde Bardowick vollständig zerstört. Auf den Dom setzte Heinrich die Inschrift: „Vestigia leonis“ („Spur des Löwen“), die bei einer Restaurierung in den 1960er Jahren unrichtig zu „Leonis Vestigum“ („Des Löwen Spur“) geändert wurde. Bei einer Ausgrabung Ende 2016 im Ortszentrum von Bardowick wurden im Boden dunkle Verfärbungen festgestellt, die auf Brände hinweisen. Archäologen halten es vorbehaltlich weiterer Funduntersuchungen für möglich, dass es sich um Belege für die Zerstörung von 1189 handelt.

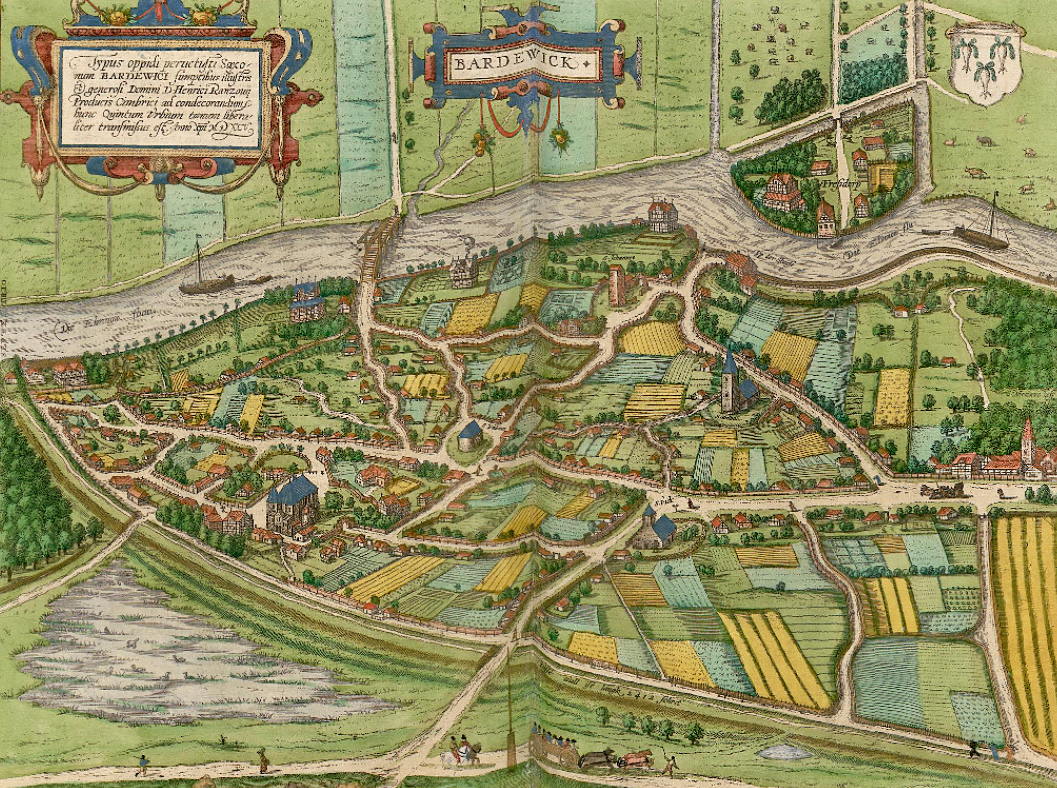
Bardowick auf einem Stich von Frans Hogenberg, 1599

Obgleich die Zerstörung Bardowicks wie eine Revanche für die Verweigerung der Aufnahme Heinrichs im Jahre 1182 aussieht, hält diese Sicht der seriösen Geschichtsschreibung nicht stand. Bardowick war nunmehr eine Bastion des rechtmäßigen Nachfolgers und Rivalen des entmachteten Heinrichs, Herzog Bernhard, dessen Sturz vielmehr im Vordergrund gestanden haben dürfte. Nichtsdestoweniger ist der Niedergang der Stadt weniger auf die Zerstörung 1189 zurückzuführen als auf die Abnahme der Bedeutung als Wirtschaftsmetropole. Bardowick fand nie zu alter Größe zurück. Zwar wurde der Ort in den folgenden 50 Jahren wieder aufgebaut, es entstand aber kein geschlossenes Stadtbild mehr. An Stelle des Handels gewann die Landwirtschaft, insbesondere der Gemüsebau, zunehmend an Bedeutung.
1371 gab es in Bardowick einen großen Stadtbrand. Dabei wurde der alte Dom nahezu vollständig zerstört. Die Kirche wurde später in der für Lüneburg typischen dreischiffigen Backsteingotik wieder aufgebaut. Bis Ende des 14. Jahrhunderts hatte Bardowick die Rechtsstellung eines Dorfes, seit dem 15. Jahrhundert wird der Ort als Flecken bezeichnet.

## Neuzeit

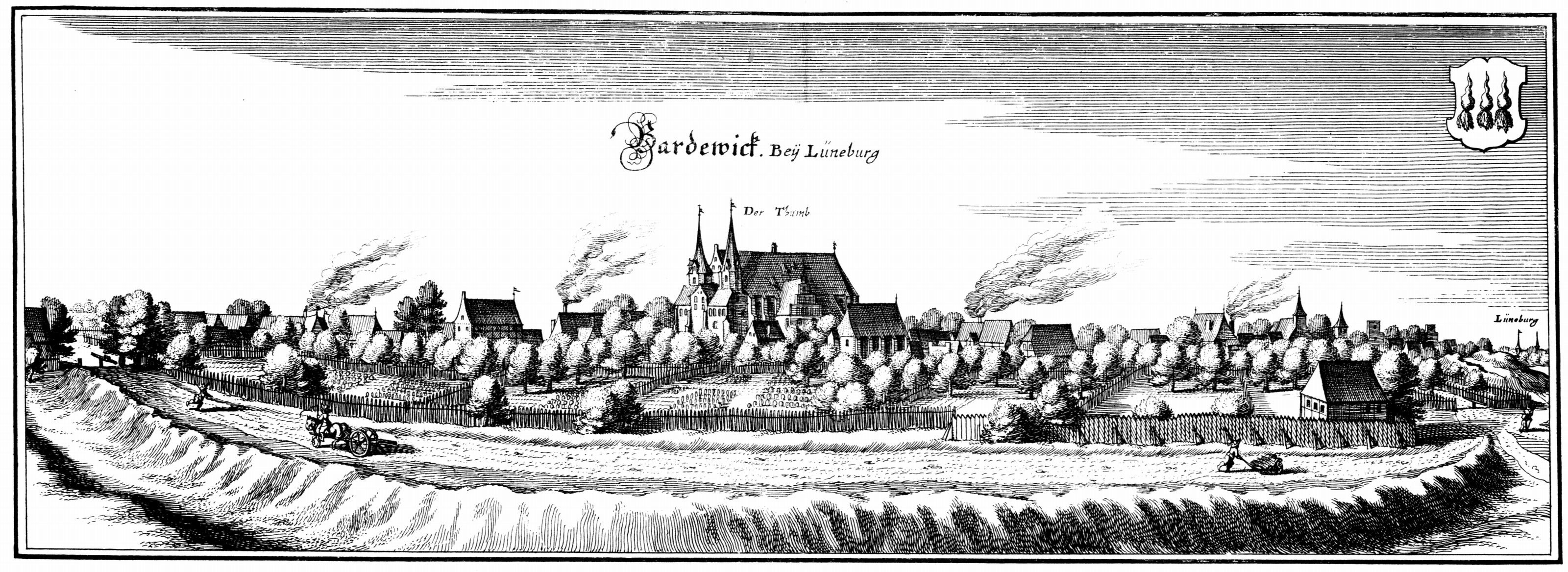
Darstellung von Bardowick durch Matthäus Merian, 1654

Im Jahre 1529 wurde mit der Reformation in Bardowick der protestantische Gottesdienst eingeführt, doch nahm das Stift erst 1543 die evangelische Lehre an.
In der zweiten Kriegsphase des Dreißigjährigen Krieges wurden in Bardowick wegen seiner Lage nahe der Heerstraßen immer wieder durchziehende Truppen einquartiert, die von den Einwohnern versorgt werden mussten. Mehrfach wurde der Ort von Soldaten geplündert, 1626 und 1627 legten die dänischen Truppen zwei Großfeuer.

## 20. Jahrhundert

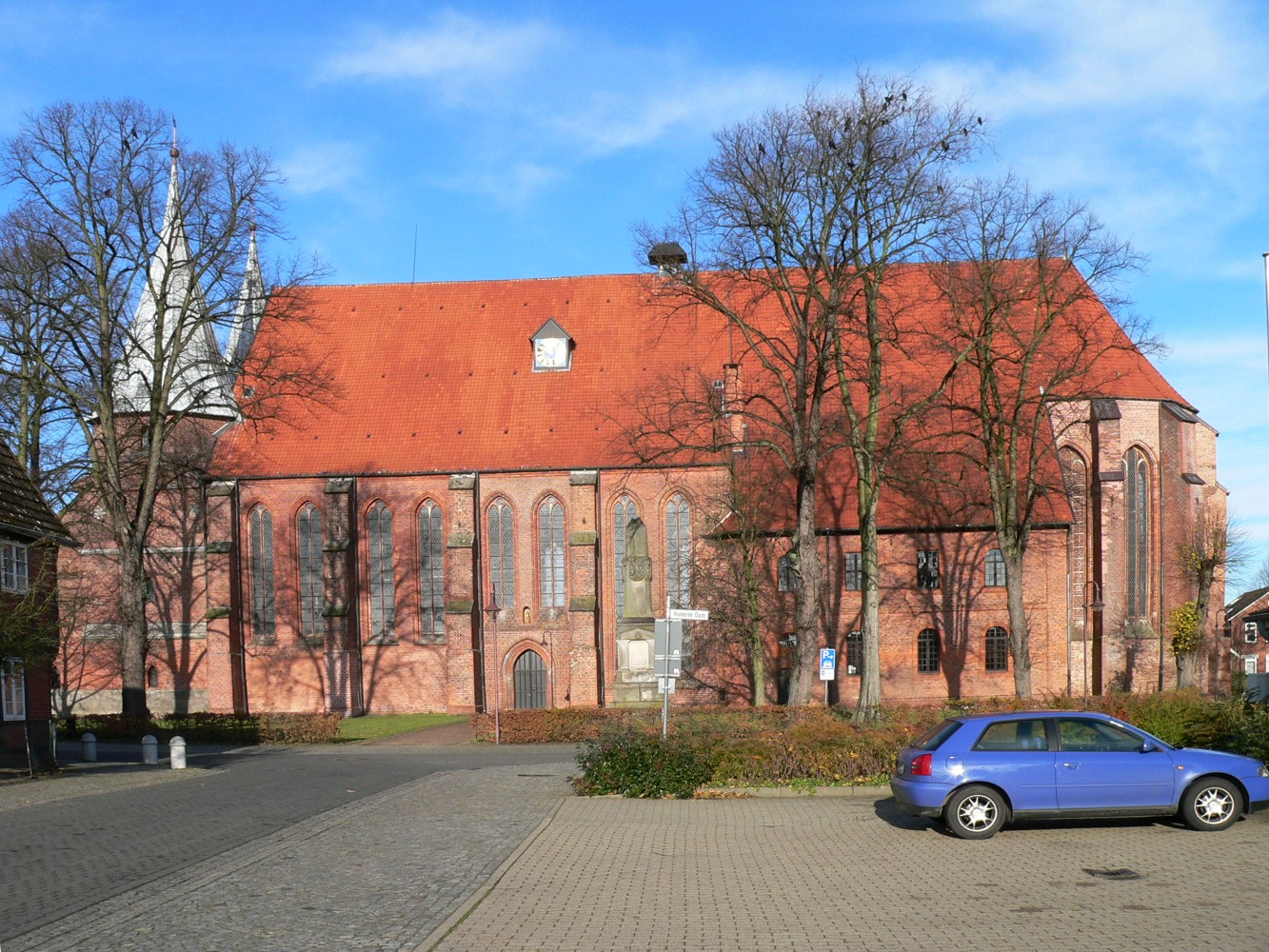
Dom zu Bardowick St. Peter und Paul

Während des Zweiten Weltkrieges blieb Bardowick von Kampfhandlungen verschont. Am 19. Mai 1945 wurde vom Ausrufer Martin Menke das sogenannte „Polnische Pfingsten“ eingeläutet. Bis Pfingstsonntag, den 20. Mai, 16 Uhr, hatten alle Bewohner den Flecken zu verlassen. Der Ort wurde von 5000 Polen, bei denen es sich um frühere Kriegsgefangene und Zwangsarbeiter handelte, bezogen. Dieses so genannte Polenjahr endete am 29. März 1946 mit der Wiedereinführung von Bürgermeister Kuchel in seine Amtsgeschäfte.

## Religionen
Zur evangelisch-lutherischen Kirchengemeinde St. Peter und Paul gehören der Dom St. Peter und Paul und die Kirche im St. Nikolaihof. Die 1971 erbaute katholische St.-Marianus-Kirche wurde abgerissen; an ihrer Stelle wurde 1997/98 ein gleichnamiges Palliativzentrum (Hospiz) errichtet, zu dem auch eine Kapelle gehört. In Bardowick befindet sich auch eine Versammlung von Jehovas Zeugen.
Früher gab es in Bardowick weitere Kirchen. Von der St. Wilhadi- sowie der St. Johanniskirche zeugen nur noch Grünflächen und Infotafeln. Von der St. Viti-Kirche steht noch der Glockenturm.

## Politik

### Rat und Bürgermeister
Die Kommunalwahl am 12. September 2021 führte im Flecken Bardowick zu folgendem Ergebnis:
| Partei / Liste                                    | Stimmenanteil | Sitze |
| Sozialdemokratische Partei Deutschlands (SPD)     | 25,19 %       | 5     |
| Christlich Demokratische Union Deutschlands (CDU) | 30,30 %       | 7     |
| Bündnis 90/Die Grünen                             | 19,69 %       | 4     |
| Freie Wählergemeinschaft Wir für Bardowick (WfB)  | 24,82 %       | 5     |
| Wahlbeteiligung: 55,95 %                          |               |       |

1. Rathmann, wie der Bürgermeister hier offiziell heißt, ist Lothar Meyer (WfB).

### Wahlkreise
Der Flecken Bardowick gehört zum Landtagswahlkreis 49 Lüneburg und zum Bundestagswahlkreis 38 Lüchow-Dannenberg – Lüneburg.

## Kultur und Sehenswürdigkeiten
In der Liste der Baudenkmale in Bardowick stehen die in der Denkmalliste eingetragenen Kulturdenkmale. In der Liste der Bodendenkmale in Bardowick finden sich die Bodendenkmale.
In Bardowick steht die gotische Hallenkirche Dom zu Bardowick St. Peter und Paul, erbaut im 14. Jahrhundert. Die mittelalterliche Wohnanlage St. Nikolaihof war zunächst die Leprosenkolonie Lüneburgs. Mit dem Rückgang der Lepra wurde der St. Nikolaihof zum Wohnheim für Alte und Arme. Am Ortsrand steht in Richtung der B4 die Windmühle Bardowick. Die Mühle ist voll funktionsfähig und kann besichtigt werden.
Örtlich überliefert ist die Sage von der Bardowicker Gesäßhuldigung.
Seit 1951 findet jährlich das Bardowicker Erntedankfest im September statt, das mehrere tausend Besucher hat. Es besteht aus einem Gottesdienst im Dom, einem Sternmarsch der Musikzüge und einem Festumzug durch den Ort.

## Wirtschaft und Infrastruktur
Heute konzentriert sich Bardowick auf die Landwirtschaft, insbesondere Spargel, und ist dafür regional bekannt. Bardowick ist außerdem das Zentrum des größten Möhrenanbaugebietes.
Alljährlich küren die Bardowicker eine junge Bürgerin zur Wurzelkönigin.

### Bildung
In Bardowick gibt es eine Oberschule, die Hugo-Friedrich-Hartmann-Schule, eine Grundschule und zwei Kindergärten.

### Verkehr

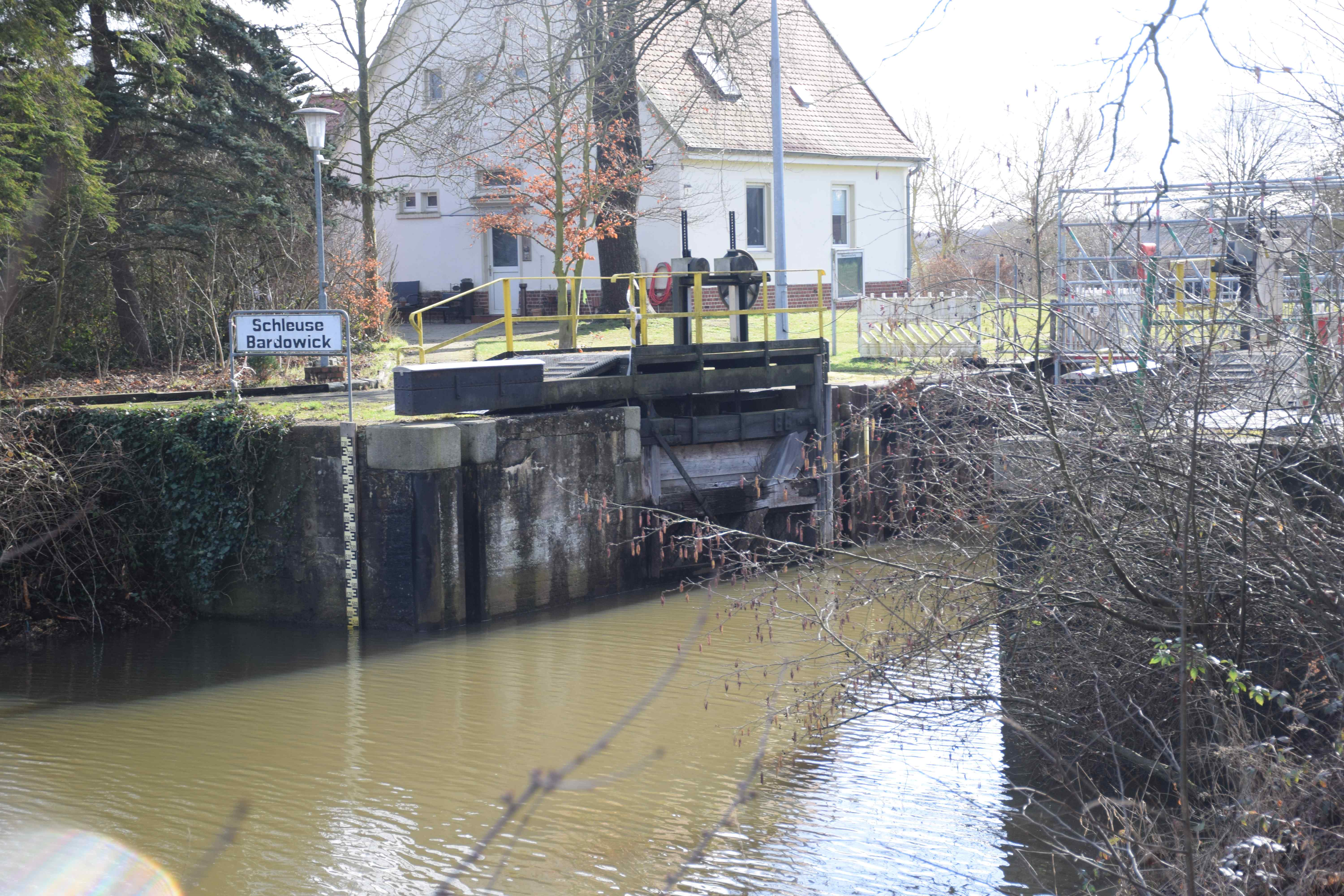
Schleuse der Ilmenau

Über die Bundesautobahn 39 besteht eine Autobahnverbindung nach Hamburg. Bardowick liegt außerdem an der Bahnstrecke Hannover–Hamburg und verfügt über einen kleinen Bahnhof, der im Stundentakt von den Metronom-Zügen (RB 31) der Metronom Eisenbahngesellschaft in der Relation Lüneburg–Hamburg-Harburg bedient wird. Der öffentliche Nahverkehr mit Bussen wird vom HVV betrieben.
Durch Bardowick fließt die Ilmenau als Bundeswasserstraße, auf der aber keine Güterschifffahrt mehr stattfindet. Seit 1934 gibt es ein Nadelwehr mit Schleusenkammer.

### Nachhaltigkeit

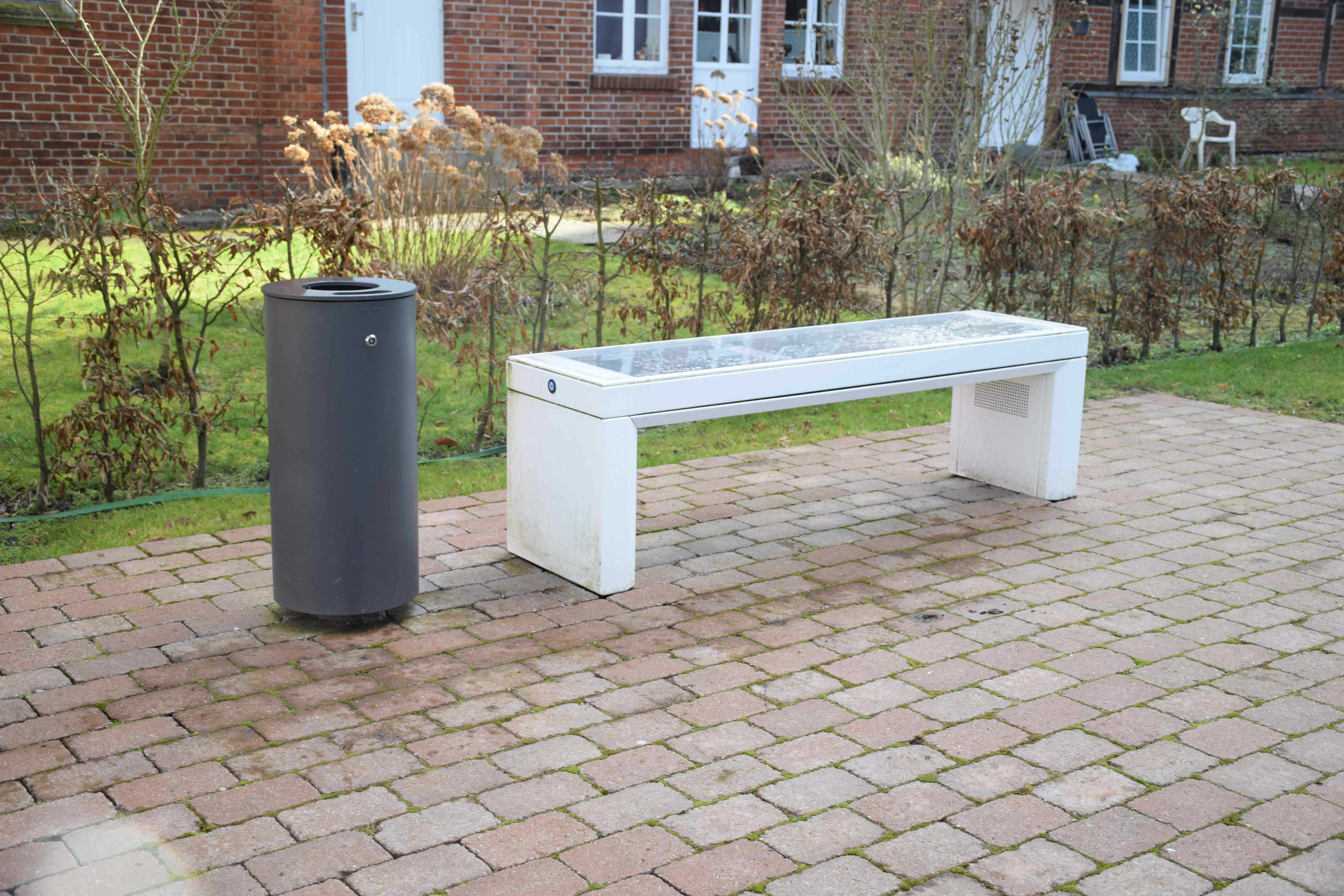
USB-Solarbank

Zwischen Rathaus und Dom gibt es eine Solarbank mit USB-Ausgang, eine E-Ladesäule für Autos und Lademöglichkeiten für Pedelecs.

## Persönlichkeiten

### Söhne und Töchter der Gemeinde
- Hl. Marian von Bardowick († 782), Diakon und Glaubensbote an der unteren Elbe
- David Heinrich Köpken (1677–1731), lutherischer Theologe, Bibliothekar und Rektor der Universität Rostock
- Eleonora Maria Jauch (1732–1797), Tochter des Ersten Domherren zu Bardowick Johann Christian Jauch (1702–1788), ist die Stammmutter einer bekannten Nachkommenschaft. Ihr Sohn war der Lübecker Bürgermeister und Dichter Christian Adolph Overbeck (1755–1821). Ihr Enkel war der Maler Friedrich Overbeck (1789–1869).
- Karl Schneider-Carius, früher Karl Schneider (1896–1959) war ein Meteorologe, Klimatologe und Professor. Er wirkte als Direktor des Geophysikalischen Instituts der Universität Leipzig.
- Jerry Zeniuk (* 1945), Maler
- Renate Menk (* 1948),  deutsche Juristin, ehemalige Richterin und Gerichtspräsidentin
- Hans Paul (* 1954), deutscher Paparazzo
- Hans-Jörn Brandenburg (* 1957), deutscher Musiker und Komponist

### Persönlichkeiten, die vor Ort gewirkt haben
- Hugo Friedrich Hartmann (1870–1960), Kunstmaler